# System (krój pisma)
System – rodzina fontów o zmiennej szerokości, dystrybuowana z systemami z rodziny Microsoft Windows. W rodzinie znajdują się czcionki w różnych stronach kodowych; czcionki różnych stron mają różne rozmiary.
W systemach Windows 3.x, NT 3.1, NT 3.5 i NT 3.51 wykorzystywana jest jako element interfejsu – wyświetlana jest na paskach tytułów, menu oraz oknach dialogowych. W Windows 9x czcionka pojawia się wyłącznie w tzw. „białych ekranach śmierci” (ang. White Screen of Death) oraz w przypadku bardzo niskiej ilości dostępnych zasobów systemowych.
W systemie Windows 2000 i późniejszych zmiana kodowania w niektórych aplikacjach (np. w WordPadzie, Notatniku) powoduje, że czcionka wygląda całkowicie inaczej, nawet w tym samym rozmiarze.
Przykład tekstu pisanego czcionką z tej rodziny: